# F354 Niels Juel
Korvetten Niels Juel var det første af Søværnets tre skibe af Niels Juel-klassen. Skibet blev bygget i slutningen af 1970'erne og gjorde tjeneste frem til 2009, hvor det udgik af flådens tal. Skibet er opkaldt efter den danske admiral og søhelt Niels Juel og er navngivet af H.M. Dronning Margrethe 2.. Skibet udgik af flådens tal 18. august 2009 og blev hugget op på Lindøværftets tidligere område i februar 2013.
Skibet var det fjerde skib i søværnet med navnet Niels Juel. En af fregatterne af Iver Huitfeldt-klassen bærer også navnet Niels Juel.
- Niels Juel (Kanonchalup, 1809-1814)
- Niels Juel (skruefregat, 1856-1879)
- Niels Juel (artilleriskib, 1923-1943)
- Niels Juel (korvet, 1980-2009)
- Niels Juel (fregat, 2011-)

## Billedgalleri
- Niels Juel i Aalborg
- Niels Juels kontrolrum
- Niels Juels kontrolrum
- Niels Juels kontrolrum

## Eksterne links
- Wikimedia Commons har flere filer relateret til F354 Niels Juel
- Flådens Historie: F354 Niels Juel Arkiveret 30. oktober 2010 hos  Wayback Machine